# Paul Legrain
Paul Legrain (datas desconhecidas) foi um ciclista francês que participava em competições de ciclismo de pista. Paul competiu na corrida de velocidade nos Jogos Olímpicos de Verão de 1900, representando França.